# Paola Suárezová
Paola Suárezová (* 23. červen 1976, Pergamino, Argentina) je bývalá argentinská profesionální tenistka. Ve své kariéře vyhrála 4 turnaje WTA ve dvouhře a 44 turnajů ve čtyřhře.

## Finálové účasti na turnajích Grand Slamu

### Ženská čtyřhra: 14 (8–6)
| Stav       | rok  | turnaj          | povrch | spoluhráčka                 | soupeřky ve finále                       | výsledek           |
| ---------- | ---- | --------------- | ------ | --------------------------- | ---------------------------------------- | ------------------ |
| Finalistka | 2000 | French Open     | antuka | Virginia Ruanová Pascualová | Martina Hingisová Mary Pierceová         | 2–6, 4–6           |
| Vítězka    | 2001 | French Open     | antuka | Virginia Ruanová Pascualová | Jelena Dokićová Conchita Martínezová     | 6–2, 6–1           |
| Vítězka    | 2002 | French Open (2) | antuka | Virginia Ruanová Pascualová | Lisa Raymondová Rennae Stubbsová         | 6–4, 6–2           |
| Finalistka | 2002 | Wimbledon       | tráva  | Virginia Ruanová Pascualová | Serena Williamsová Venus Williamsová     | 2–6, 5–7           |
| Vítězka    | 2002 | US Open         | tvrdý  | Virginia Ruanová Pascualová | Jelena Dementěvová Janette Husárová      | 6–2, 6–1           |
| Finalistka | 2003 | Australian Open | tvrdý  | Virginia Ruanová Pascualová | Serena Williamsová Venus Williamsová     | 6–4, 4–6, 3–6      |
| Finalistka | 2003 | French Open     | antuka | Virginia Ruanová Pascualová | Kim Clijstersová Ai Sugijamová           | 7–6(7–5), 2–6, 7–9 |
| Finalistka | 2003 | Wimbledon       | tráva  | Virginia Ruanová Pascualová | Kim Clijstersová Ai Sugijamová           | 4–6, 4–6           |
| Vítězka    | 2003 | US Open (2)     | tvrdý  | Virginia Ruanová Pascualová | Světlana Kuzněcovová Martina Navrátilová | 6–2, 6–2           |
| Vítězka    | 2004 | Australian Open | tvrdý  | Virginia Ruanová Pascualová | Světlana Kuzněcovová Jelena Lichovcevová | 6–4, 6–3           |
| Vítězka    | 2004 | French Open (3) | antuka | Virginia Ruanová Pascualová | Světlana Kuzněcovová Jelena Lichovcevová | 6–0, 6–3           |
| Vítězka    | 2004 | US Open (3)     | tvrdý  | Virginia Ruanová Pascualová | Světlana Kuzněcovová Jelena Lichovcevová | 6–4, 7–5           |
| Vítězka    | 2005 | French Open (4) | antuka | Virginia Ruanová Pascualová | Cara Blacková Liezel Huberová            | 4–6, 6–3, 6–3      |
| Finalistka | 2006 | Wimbledon       | tráva  | Virginia Ruanová Pascualová | Jen C’ Čeng Ťie                          | 3–6, 6–3, 2–6      |

### Smíšená čtyřhra: 1 (1–0)
| Stav       | rok  | turnaj          | povrch | spoluhráč    | soupeři ve finále                           | výsledek |
| ---------- | ---- | --------------- | ------ | ------------ | ------------------------------------------- | -------- |
| Finalistka | 2001 | French Open     | antuka | Jaime Oncins | Virginia Ruanová Pascualová Tomás Carbonell | 5–7, 3–6 |
| Finalistka | 2002 | Australian Open | tvrdý  | Gastón Etlis | Daniela Hantuchová Kevin Ullyett            | 3–6, 2–6 |

## Finálové účasti na turnajích WTA (78)

### Dvouhra - výhry (4)
| Č. | Datum           | Turnaj              | Povrch | Soupeřka ve finále  | Výsledek       |
| 1. | 22. únor 1998   | Bogotá, Kolumbie    | antuka | Sonya Jeyaseelanová | 6-3, 6-4       |
| 2. | 25. únor 2001   | Bogotá, Kolumbie    | antuka | Rita Kutiová-Kisová | 6-2, 6-4       |
| 3. | 14. červen 2003 | Vídeň, Rakousko     | antuka | Karolina Špremová   | 7-60, 2-6, 6-4 |
| 4. | 17. leden 2004  | Canberra, Austrálie | tvrdý  | Silvia Farinaová    | 3-6, 6-4, 7-65 |

### Dvouhra - prohry (4)
| Č. | Datum           | Turnaj                | Povrch | Soupeřka ve finále    | Výsledek       |
| 1. | 23. květen 1999 | Madrid, Španělsko     | antuka | Lindsay Davenportová  | 6-1, 6-3       |
| 2. | 20. únor 2000   | Sao Paulo, Brazílie   | antuka | Rita Kutiová-Kisová   | 4-6, 6-4, 7-5  |
| 3. | 7. leden 2001   | Auckland, Nový Zéland | tvrdý  | Meilen Tuová          | 7-610, 6-2     |
| 4. | 3. březen 2002  | Acapulco, Mexiko      | antuka | Katarina Srebotniková | 6-71, 6-4, 6-2 |

### Čtyřhra - výhry (44)
| Č.  | Datum             | Turnaj                         | Povrch | Partnerka            | Soupeřky ve finále                          | Výsledek       |
| 1.  | 5. květen 1996    | Bol, Chorvatsko                | antuka | Laura Montalvová     | Alexandra Fusaiová Alexia Balleretová       | 6-75, 6-3, 6-4 |
| 2.  | 18. leden 1998    | Hobart, Austrálie              | tvrdý  | Virginia Ruanová     | Janette Husárová Julie Halardová-Decugisová | 7-66, 6-3      |
| 3.  | 22. únor 1998     | Bogotá, Kolumbie               | antuka | Janette Husárová     | Jekaterina Sysojevová Melissa Mazzottová    | 3-6, 6-2, 6-3  |
| 4.  | 26. duben 1998    | Budapešť, Maďarsko             | antuka | Virginia Ruanová     | Laura Montalvová Catalina Cristeová         | 4-6, 6-1, 6-1  |
| 5.  | 3. květen 1998    | Bol, Chorvatsko                | antuka | Laura Montalvová     | Mirjana Lucicová Joannette Krugerová        | bez boje       |
| 6.  | 10. květen 1998   | Řím, Itálie                    | antuka | Virginia Ruanová     | Arantxa Sánchezová Amanda Coetzerová        | 7-61, 6-4      |
| 7.  | 12. červenec 1998 | Maria Lankowitz, Rakousko      | antuka | Laura Montalvová     | Katarina Srebotniková Tina Križanová        | 6-1, 6-2       |
| 8.  | 23. květen 1999   | Madrid, Španělsko              | antuka | Virginia Ruanová     | Marlene Weingartnerová Fernanda Landová     | 6-2, 0-6, 6-0  |
| 9.  | 18. červenec 1999 | Sopoty, Polsko                 | antuka | Laura Montalvová     | Maria Sanchezová Gala Leonová               | 6-4, 6-3       |
| 10. | 10. říjen 1999    | Sao Paulo, Brazílie            | antuka | Laura Montalvová     | Florencia Labatová Janette Husárová         | 6-71, 7-5, 7-5 |
| 11. | 13. únor 2000     | Bogotá, Kolumbie               | antuka | Laura Montalvová     | Petra Mandulová Rita Kutiová-Kisová         | 6-4, 6-2       |
| 12. | 20. únor 2000     | Sao Paulo, Brazílie            | antuka | Laura Montalvová     | Florencia Labatová Janette Husárová         | 5-7, 6-4, 6-3  |
| 13. | 23. duben 2000    | Hilton Head, USA               | antuka | Virginia Ruanová     | Patricia Tarabiniová Conchita Martínezová   | 7-5, 6-3       |
| 14. | 16. červenec 2000 | Klagenfurt, Rakousko           | antuka | Laura Montalvová     | Patty Schnyderová Barbara Schettová         | 7-65, 6-1      |
| 15. | 23. červenec 2000 | Sopoty, Polsko                 | antuka | Virginia Ruanová     | Rita Grandeová Asa Carlssonová              | 7-5, 6-1       |
| 16. | 26. květen 2001   | Madrid, Španělsko              | antuka | Virginia Ruanová     | Rennae Stubbsová Lisa Raymondová            | 7-5, 2-6, 7-64 |
| 17. | 10. červen 2001   | French Open, Francie           | antuka | Virginia Ruanová     | Conchita Martínezová Jelena Dokićová        | 6-2, 6-1       |
| 18. | 15. červenec 2001 | Vídeň, Rakousko                | antuka | Patricia Tarabiniová | Lenka Němečková Vanessa Henkeová            | 6-4, 6-2       |
| 19. | 24. únor 2002     | Bogotá, Kolumbie               | antuka | Virginia Ruanová     | Katarina Srebotniková Tina Križanová        | 6-2, 6-1       |
| 20. | 3. březen 2002    | Acapulco, Mexiko               | antuka | Virginia Ruanová     | Katarina Srebotniková Tina Križanová        | 7-5, 6-1       |
| 21. | 19. květen 2002   | Řím, Itálie                    | antuka | Virginia Ruanová     | Patricia Tarabiniová Conchita Martínezová   | 6-3, 6-4       |
| 22. | 9. červen 2002    | French Open, Francie           | antuka | Virginia Ruanová     | Rennae Stubbsová Lisa Raymondová            | 6-4, 6-2       |
| 23. | 18. srpen 2002    | Montreal, Kanada               | tvrdý  | Virginia Ruanová     | Ai Sugijamaová Rika Fujiwarová              | 6-4, 7-64      |
| 24. | 8. září 2002      | US Open, USA                   | tvrdý  | Virginia Ruanová     | Janette Husárová Jelena Dementěvová         | 6-2, 6-1       |
| 25. | 14. září 2002     | Bahia, Brazílie                | tvrdý  | Virginia Ruanová     | Rossana Riosová Emilie Loitová              | 6-4, 6-1       |
| 26. | 13. duben 2003    | Charleston, USA                | antuka | Virginia Ruanová     | Conchita Martínezová Janette Husárová       | 6-0, 6-3       |
| 27. | 11. květen 2003   | Berlín, Německo                | antuka | Virginia Ruanová     | Ai Sugijamaová Kim Clijstersová             | 6-3, 4-6, 6-4  |
| 28. | 23. srpen 2003    | New Haven, USA                 | tvrdý  | Virginia Ruanová     | Magui Sernaová Alicia Moliková              | 7-66, 6-3      |
| 29. | 7. září 2003      | US Open, USA                   | tvrdý  | Virginia Ruanová     | Martina Navrátilová Světlana Kuzněcovová    | 6-2, 6-3       |
| 30. | 10. listopad 2003 | Tour Championships, USA        | tvrdý  | Virginia Ruanová     | Ai Sugijamaová Kim Clijstersová             | 6-4, 3-6, 6-3  |
| 31. | 1. únor 2004      | Australian Open, Austrálie     | tvrdý  | Virginia Ruanová     | Jelena Lichovcevová Světlana Kuzněcovová    | 6-4, 6-3       |
| 32. | 21. březen 2004   | Indian Wells, USA              | tvrdý  | Virginia Ruanová     | Jelena Lichovcevová Světlana Kuzněcovová    | 6-1, 6-2       |
| 33. | 18. duben 2004    | Charleston, USA                | antuka | Virginia Ruanová     | Lisa Raymondová Martina Navrátilová         | 6-4, 6-1       |
| 34. | 3. červen 2004    | French Open, Francie           | antuka | Virginia Ruanová     | Jelena Lichovcevová Světlana Kuzněcovová    | 6-0, 6-3       |
| 35. | 11. září 2004     | US Open, Spojené státy         | tvrdý  | Virginia Ruanová     | Jelena Lichovcevová Světlana Kuzněcovová    | 6-4, 7-5       |
| 36. | 31. říjen 2004    | Lucemburk, Lucembursko         | tvrdý  | Virginia Ruanová     | Marlene Weingartnerová Jill Craybasová      | 6-1, 6-71, 6-3 |
| 37. | 5. březen 2005    | Dubaj, Spojené arabské emiráty | tvrdý  | Virginia Ruanová     | Alicia Moliková Světlana Kuzněcovová        | 6-77 6-2 6-1   |
| 38. | 19. březen 2005   | Indian Wells, USA              | tvrdý  | Virginia Ruanová     | Meghann Shaughnessyová Naďa Petrovová       | 7-63, 6-1      |
| 39. | 4. červen 2005    | French Open, Francie           | antuka | Virginia Ruanová     | Liezel Huberová Cara Blacková               | 4-6, 6-3, 6-3  |
| 40. | 13. srpen 2006    | Los Angeles, USA               | tvrdý  | Virginia Ruanová     | Ai Sugijamaová Daniela Hantuchová           | 6-3, 6-4       |
| 41. | 24. září 2006     | Peking, Čína                   | tvrdý  | Virginia Ruanová     | Jelena Vesninová Anna Čakvetadzeová         | 6-2, 6-4       |
| 42. | 1. říjen 2006     | Soul, Korejská republika       | tvrdý  | Virginia Ruanová     | Mariana Diazová-Olivová Čuang Ťia-žung      | 6-2, 6-3       |
| 43. | 6. leden 2007     | Auckland, Nový Zéland          | tvrdý  | Janette Husárová     | Shikha Uberoiová Sie Šu-wej                 | 6-0, 6-2       |
| 44. | 25. únor 2007     | Bogotá, Kolumbie               | antuka | Lourdes Dominguezová | Roberta Vinciová Flavia Pennettaová         | 1-6, 6-3, 11-9 |

### Čtyřhra - prohry (26)
| Č.  | Datum            | Turnaj                     | Povrch  | Partnerka              | Soupeřky ve finále                                     | Výsledek        |
| 1.  | 21. únor 1999    | Bogotá, Kolumbie           | antuka  | Laura Montalvová       | Christina Papadakiová Seda Noorlanderová               | 6-4, 7-65       |
| 2.  | 10. říjen 1999   | Sao Paulo, Brazílie        | antuka  | Laura Montalvová       | Florencia Labatová Janette Husárová                    | 6-71, 7-5, 7-5  |
| 3.  | 11. červen 2000  | French Open, Francie       | antuka  | Virginia Ruanová       | Mary Pierceová Martina Hingisová                       | 6-2, 6-4        |
| 4.  | 27. srpen 2000   | New Haven, USA             | tvrdý   | Virginia Ruanová       | Ai Sugijamaová Julie Halardová-Decugisová              | 6-4, 5-7, 6-2   |
| 5.  | 8. říjen 2000    | Tokio, Japonsko            | tvrdý   | Nana Mijagiová         | Ai Sugijamaová Julie Halardová-Decugisová              | 6-0, 6-2        |
| 6.  | 25. únor 2001    | Bogotá, Kolumbie           | antuka  | Laura Montalvová       | Janette Husárová Tathiana Garbinová                    | 6-4, 2-6, 6-4   |
| 7.  | 4. březen 2001   | Acapulco, Mexiko           | antuka  | Virginia Ruanová       | Anabel M. Garriguesová María J. M. Sánchezová          | 6-4, 6-75, 7-5  |
| 8.  | 17. březen 2001  | Indian Wells, USA          | tvrdý   | Virginia Ruanová       | Ai Sugijamaová Nicole Arendtová                        | 6-4, 6-4        |
| 9.  | 22. duben 2001   | Charleston, USA            | antuka  | Virginia Ruanová       | Rennae Stubbsová Lisa Raymondová                       | 5-7, 7-65, 6-3  |
| 10. | 20. květen 2001  | Řím, Itálie                | antuka  | Patricia Tarabiniová   | Jelena Lichovcevová Cara Blacková                      | 6-1, 6-1        |
| 11. | 1. duben 2002    | Miami, USA                 | tvrdý   | Virginia Ruanová       | Rennae Stubbsová Lisa Raymondová                       | 7-64, 6-74, 6-3 |
| 12. | 7. červenec 2002 | Wimbledon, Velká Británie  | tráva   | Virginia Ruanová       | Venus Williamsová Serena Williamsová                   | 6-2, 7-5        |
| 13. | 29. září 2002    | Lipsko, Německo            | koberec | Janette Husárová       | Serena Williamsová Alexandra Stevensonová              | 6-3, 7-5        |
| 14. | 13. říjen 2002   | Filderstadt, Německo       | tvrdý   | Meghann Shaughnessyová | Lisa Raymondová Lindsay Davenportová                   | 6-2, 6-4        |
| 15. | 26. leden 2003   | Australian Open, Austrálie | tvrdý   | Virginia Ruanová       | Venus Williamsová Serena Williamsová                   | 4-6, 6-4, 6-3   |
| 16. | 20. duben 2003   | Amelia Island, USA         | antuka  | Virginia Ruanová       | Lisa Raymondová Lindsay Davenportová                   | 7-5, 6-2        |
| 17. | 8. červen 2003   | French Open, Francie       | antuka  | Virginia Ruanová       | Ai Sugijamaová Kim Clijstersová                        | 6-75, 6-2, 9-7  |
| 18. | 6. červenec 2003 | Wimbledon, Velká Británie  | tráva   | Virginia Ruanová       | Ai Sugijamaová Kim Clijstersová                        | 6-4, 6-4        |
| 19. | 19. říjen 2003   | Curych, Švýcarsko          | tvrdý   | Virginia Ruanová       | Ai Sugijamaová Kim Clijstersová                        | 7-63, 6-2       |
| 20. | 10. leden 2004   | Auckland, Nový Zéland      | tvrdý   | Virginia Ruanová       | Jelena Kostanićová Tošićová Mervana Jugićová-Salkićová | 7-66, 3-6, 6-1  |
| 21. | 16. květen 2004  | Řím, Itálie                | antuka  | Virginia Ruanová       | Meghann Shaughnessyová Naďa Petrovová                  | 2-6, 6-3, 6-3   |
| 22. | 1. srpen 2004    | San Diego, USA             | tvrdý   | Virginia Ruanová       | Rennae Stubbsová Cara Blacková                         | 6-4, 1-6, 6-4   |
| 23. | 17. říjen 2004   | Moskva, Rusko              | koberec | Virginia Ruanová       | Věra Zvonarevová Anastasija Myskinová                  | 6-3, 4-6, 6-2   |
| 24. | 24. říjen 2004   | Curych, Švýcarsko          | tvrdý   | Virginia Ruanová       | Rennae Stubbsová Cara Blacková                         | 6-4, 6-4        |
| 25. | 13. leden 2006   | Sydney, Austrálie          | tvrdý   | Virginia Ruanová       | Rennae Stubbsová Corina Morariuová                     | 6-3, 5-7, 6-2   |
| 26. | 8. červenec 2006 | Wimbledon, Velká Británie  | tráva   | Virginia Ruanová       | Čeng Ťie Jen C’                                        | 6-3, 3-6, 6-2   |